# Jardí en quadrats

Un jardí en quadrats de 4x4, 16 unitats.

El jardí en quadrats és un jardí en miniatura, que es pot sostenir sobre un balcó, una terrassa, però és igualment una vessant diferent de la jardineria.

## Definició
El jardí en quadrats s'inspira en les reflexions d'un jardiner americà, Mel Bartholomew, autor del llibre d'èxit "Square Foot Gardening" (literalment el jardí en quadrat de 30cm quadrats). És un jardí basat en quadrats i no en rengleres. Però aquest tipus de jardineria no es limita a un senzill canvi de disposició de les plantacions. Suposa igualment un estat d'esperit particular que permetrà limitar al màxim les aportacions d'adobs químics o de pesticides. Per això, el jardiner privilegiarà la utilització del compost (fet a casa), de les polvoritzacions de preparacions naturals (com els purins d'ortigues), i retirar els paràsits des de la seva primera aparició.

## Principis bàsics

### Col·locació
La col·locació és relativament senzilla:
- Quatre taules d'aproximadament 1,20 m de longitud s'ajunten formant un quadrat.
- Al fons del quadrat, es disposa una lona (si és sobre un balcó o una terrassa) o un llençol vell.
- Aleshores el quadrat s'omple de terra o d'humus i es parteix en nou caselles mitjançant branques dretes o una corda.
- La vora exposada al nord (per no fer ombra als altres quadrats) es basteix amb una reixa o tutors que acolliran les plantes enfiladisses o per asprar (tomàquets, bajoques…)

Es pot multiplicar el nombre de quadrats en funció de les necessitats.

### Mode de plantació
Les plantacions han de respectar algunes regles:
- No introduir massa plançons de cada espècie: per casella, d'1 a 9 segons les plantes.
- Preferir les plantes en cassons que pas les sembrades.
- Afavorir les rotacions curtes: així quan quadrat es buida, replantar-hi nous plançons.
- Disposar les plantes més altes al nord i les més baixes al sud per a una bona exposició a la llum en aquest jardí molt dens.

## Qualitats
- El jardí en quadrats s'adapta particularment bé a les petites superfícies i és molt estètic: reprèn els traçats dels jardins de l'Edat Mitjana o dels jardins de rector i la disposició dels diferents llegums i de les flors pot crear efectes artístics.
- És pràctic per conrear diverses varietats de llegums en petites quantitats.
- No requereix massa temps: l'operació de treure les males herbes és ràpid degut a la mida de la superfície.
- Per la seva mida reduïda i la seva varietat, és del tot apropiat per la pràctica dels principiants.
- És ecològic: les necessitats d'adob estan molt limitades, els insecticides són inútils a conseqüència de la velocitat de les rotacions, l'aportació d'aigua és limitada a l'estrictament necessari gràcies a la delimitació dels quadrats.